# 1811 год в музыке

## События
- 6 января — В Эрмитажном театре (Санкт-Петербург) впервые исполняется опера Франсуа-Адриена Буальдьё «Ничего лишнего, или Двое ширм».[1]
- 5 февраля — В «Ковент-Гардене» (Лондон) прошла премьера музыкальной драмы Генри Р. Бишопа The Knight of Snowdoun.[2]
- 6 февраля — Карл Мария фон Вебер даёт прощальный концерт в Дармштадте во дворце Людвига I Гессенского. Нехватка средств вынуждает молодого композитора покинуть своего учителя аббата Фоглера и отправиться в длительный концертный тур.[1]
- 17 марта — В Берлине впервые исполняется 98-й Псалом для хора Джакомо Мейербера.[1]
- 18 марта — В Национальном театре (Берлин) состоялась премьера оперы Иоганна Фридриха Рейхардта Der Taucher.[1]
- 30 марта — Четырнадцатилетний Франц Шуберт завершает свою раннюю сохранившуюся работу, песню «Hagars Klage» на словами Шюкинга.[1]
- 5 апреля — В Мюнхене впервые исполнен Концерт для кларнета Карла фон Вебера. Премьера прошла удачно, и баварский король Максимилиан I, присутствовавший на концерте, заказывает молодому композитору два концерта для кларнета.[1]
- 10 мая — Академия деи Конкорди[итал.] исполняет «Времена года» умершего двумя годами ранее Йозефа Гайдна, дирижёром был девятнадцатилетний Джоакино Россини.[1]
- 18 мая — Иоганн Непомук Гуммель, однажды уволенный и восстановленный, окончательно уволен князем Миклошом Иосифом Эстерхази-мл.[1]
- 4 июня — В Мюнхенской резиденции впервые исполняется опера Карла фон Вебера «Абу Хассан». Премьера прошла с большим успехом, несмотря на то, что во время первого акта звучит пожарная тревога, требующая покинуть зал.[1]
- 9 июня — В Париже впервые исполняется Componimento sagro musicale Джованни Паизиелло.
- 6 июля — В церкви Святого Панкратия[англ.] в Лондоне Муцио Клементи женится во второй раз, его избраницей стала Эмма Гисборн.
- 7 июля — В Париже торжественно открыт Зал консерватории[фр.], симфонический концертный зал, первоначально предназначавшийся для студентов Консерватории музыки и декламации[фр.].
- 10 июля — В венском Театре ан дер Вин прошла премьера пантомимы Иоганна Непомука Гуммеля «Волшебное кольцо, или Арлекин как паук» на слова Анджолини.
- 3 августа — Гаспаре Спонтини женится на Марии Катерине Селесте Эрар, дочери производителя пианино и арф.
- 26 октября — В Театро дель Корсо (Болонья) впервые исполнена оперы Джоакино Россини «Странный случай». Премьера прошла удачно, но после третьего выступления власти города запретили оперу из-за «нечистой» природы истории.

## Публикации
- 18 февраля — Муцио Клементи издаёт в Лондоне третий том Selection of Practical Harmony.[1][3]

## Классическая музыка
- Людвиг ван Бетховен — Концерт для фортепиано с оркестром № 5 («Император»); Фортепианное трио № 7 («Эрцгерцог»)[англ.]; «Руины Афин[англ.]».
- Карл Мария фон Вебер — Концерт для кларнета, увертюра Der Beherrscher der Geister, концертная ария Misera me!
- Симон Майр — кантаты Cantata per la nascità del re di Roma и Numa Pompilio.[1]
- Джакомо Мейербер — кантата Kantate zum Geburtstag von Jakob Beer, оратория «Бог и природа».[1]
- Сэмуэль Уэсли[англ.] — трио для трёх фортепиано и произведение для хора «О Делия» на слова Пиндара.[1]
- Джованни Паизиелло — Месса соль мажор.[1]
- Иоганн Непомук Гуммель — 12 German Dances and Coda for Redout-Deutsche.
- Петер Каспер Кроссинг — Симфония до минор.[4]
- Франц Ксавер Вольфганг Моцарт — Концерт для фортепиано с оркестром № 1 до мажор, соч. 14.[5]
- Жорж Онсло — Дуэт для фортепиано в 4 руки № 1 ми минор.
- Йозеф Вёльфль — Концерт для фортепиано № 6 соч. 49 ре мажор «Кукушка».

## Опера
- Луи Шпор — «Поединок с возлюбленной».
- Карл Мария фон Вебер — «Абу Хассан».
- Иоганн Фридрих Рейхардт — Der Taucher.[1]
- Франсуа-Адриен Буальдьё — «Ничего лишнего или двое ширм».
- Генри Р. Бишопа — The Knight of Snowdoun.
- Вацлав Ян Крштитель Томашек — «Серафина».
- Этьенн Мегюль — «Амфион».

## Родились
- 21 января — Франсуаза-Амбруаз Аколе[фр.], более известная как мадемуазель Амбруазин, французская актриса и балерина (ум. в 1882).
- 13 марта — Камиль Стамати, французский пианист, композитор и музыкальный педагог (ум. в 1870).
- 23 марта — Карл Готфрид Вильгельм Тауберт, немецкий пианист, композитор и дирижёр, отец филолога и писателя Эмиля Тауберта (ум. в 1891).
- 22 мая — Джулия Гризи, итальянская оперная певица-сопрано (ум. в 1869).
- 19 июля — Винченц Лахнер[нем.], немецкий композитор, дирижёр и музыкальный педагог (ум. в 1893).
- 5 августа — Шарль Луи Амбруаз Тома, французский композитор, 25 лет возглавлявший Парижскую консерваторию (ум. в 1896).
- 25 августа — Август Готтфрид Риттер, немецкий композитор-романтик, органист-виртуоз, профессор, музыковед и эксперт в органостроении (ум. в 1885).
- Сентябрь — Чарльз Фредерик Хемпель[англ.], английский органист и композитор (ум. в 1867).
- 29 сентября — Адам Дарр[нем.], немецкий классический гитарист, певец и композитор (ум. в 1866).
- 16 октября — Гаэтано Капоччи[итал.], итальянский дирижёр и композитор (ум. в 1898).
- 22 октября — Ференц Лист, венгерский композитор, пианист-виртуоз, педагог, дирижёр и публицист (ум. в 1886).
- 24 октября — Фердинанд фон Хиллер, немецкий пианист, композитор, дирижёр и музыкальный педагог (ум. в 1885).
- 11 ноября — Франсуа Дельсарт, французский оперный певец-тенор, вокальный педагог и теоретик сценического искусства (ум. в 1871).
- 26 ноября — Франц Брендель, немецкий музыковед и музыкальный критик (ум. в 1868).
- 8 декабря — Луис Шиндельмейссер[нем.], немецкий кларнетист, дирижёр и композитор (ум. в 1864).
- предположительно — Джеймс Хилл[англ.], английский народный музыкант (фиддл) и композитор, автор хорнпайпов (ум. в 1853).
- дата неизвестна — Фрэнсис Хартвелл Хенслоу[англ.], английский государственный служащий и композитор (ум. в 1878 году).

## Умерли
- 27 февраля — Йозеф Игнац Лейтгеб, австрийский валторнист, первый исполнитель концертов для валторны с оркестром Моцарта (род. в 1732).
- 19 марта — Франтишек Адам Мика[чеш.], чешский юрист и композитор (род. в 1746).
- Апрель — Барбара Плойер[англ.], австрийская пианистка (род. в 1765).
- 15 апреля — Эрнест Луис Мюллер, польский флейтист и композитор (род. в 1740).[6]
- 12 мая — Луи-Шарль-Жозеф Рей[фр.], французский виолончелист и композитор (род. в 1738).
- 13 июля — Пьер Ложон[фр.], французский драматург, поэт, певец и гогетт (род. в 1727).
- 19 июля — Кристиан Готтхильф Таг[нем.], немецкий протестантский кантор и композитор (род. в 1735).
- 18 августа — Иоганн Генрих Занг[нем.], немецкий кантор и композитор, коллекционер церковных кантат (род. в 1733).
- 20 августа — Доротея Вендлинг[нем.], немецкая оперная певица-сопрано (род. в 1736).
- 6 сентября
  - Жюльен-Амабль Матье[кат.], французский скрипач и композитор (род. в 1734).
  - Игнац Францл[англ.], немецкий скрипач и композитор, представитель второго поколения «Мангеймской школы» (род. в 1736).
- 14 сентября — Йоханна Лёфблад, шведская актриса и певица (род. в 1733).
- 7 декабря — Игнац Спенглер, австрийский композитор (род. в 1757).[7]
- 17 декабря — Джон Антс[англ.], американский моравский миссионер, один из первых в Америке композиторов камерной музыки, создатель, возможно, самого раннего сохранившегося струнного смычкового инструмента, сделанного в Америке[8] (род. в 1740).[1]
- дата неизвестна
  - Луи Абель Бефруа де Реньи, французский композитор (род. в 1757).[9]
  - Сэр Питер Бекфорд[англ.], английский землевладелец, охотник, писатель и коллекционер, прославился как покровитель композитора и пианиста Муцио Клементи (род. ок. 1740).
  - Томас Эбдон[англ.], английский композитор и органист (род. в 1738).